# Dateline NBC
Dateline NBC, ou Dateline, é uma revista eletrônica estadunidense exibida semanalmente pela National Broadcasting Company (NBC).